# فیلم ابرقهرمان
فیلم ابرقهرمان یا به‌اختصار ابرقهرمان (انگلیسی: Superhero Movie) یک فیلم در ژانر ابرقهرمانی و سبک نقیضه به کارگردانی کریگ مازن است که در سال ۲۰۰۸ منتشر شد.

## بازیگران
- دریک بل
- سارا پکستون
- کریستوفر مک‌دونالد
- کوین هارت
- برنت اسپاینر
- جفری تامبر
- رابرت جوی
- رجینا هال
- پاملا اندرسون
- لسلی نیلسن
- ماریون روس
- رایان هانسن
- تریسی مورگان
- کیث دیوید
- سایمون رکس
- رابرت هیز
- کریگ برکو
- جان گتز
- شارلین تیلتون
- کرت فولر
- لیل کیم
- مایلز فیشر
- نیکول سالیوان
- دن کستلانتا
- مایکل پاپاجان
- آکی الئونگ
- جاناتان چیس
- کلی گرینبوش